# Aleksander Raczyński
Aleksander Raczyński (ur. 1822 we Lwowie, zm. 16 listopada 1889 tamże) – polski malarz.

## Życiorys
Uczeń Jana Maszkowskiego. Studiował w Akademii Sztuk Pięknych w Wiedniu, od 18 listopada 1842 na Akademii Sztuk Pięknych w Monachium (immatrykulacja w klasie Malerei), a następnie w Akademii w Paryżu. Twórca cyklów portretowych znanych osobistości lwowskich. Opublikował Galerie des hommes illustres de l'insurrection de Pologne: année 1863: une collection de 25 portraits – zbiór portretów powstańców styczniowych.